# ゴルカ・リベラ
ゴルカ・リベラ・アロンソ（Gorka Rivera Alonso、2004年8月1日 - ）は、スペイン・マドリード州レガネス出身のサッカー選手。ヘタフェCF B所属。ポジションはDF。

## クラブ経歴
レアル・マドリードやCDレガネスのカンテラを経て2020年にヘタフェCFへ加入。2021-22シーズンからヘタフェのBチームで試合に出場し始めると、2023年8月20日、ラ・リーガのジローナFC戦にて、試合終了間際にダミアン・スアレスと途中交代してトップチームデビューを飾った。